# Zekelita squamilinea
Zekelita squamilinea là một loài bướm đêm trong họ Erebidae.